# Alsópistana
Alsópistana (horvátul: Donja Pištana) falu Horvátországban Verőce-Drávamente megyében. Közigazgatásilag Raholcához tartozik.

## Fekvése
Verőcétől légvonalban 48, közúton 62 km-re délkeletre, községközpontjától légvonalban 2, közúton 5 km-re nyugatra, Szlavónia középső részén, a Papuk-hegység északi lejtőin, a Pistana-patak partján fekszik.

## Története
A település feltehetően a 16. században török uralom idején keletkezett Boszniából érkezett pravoszláv vallású vlachok betelepítésével, akik a környező földeket művelték meg. Szlavónia területével együtt az 1683 és 1699 közötti háború során szabadult fel a török uralom alól. 1698-ban „Inferioris Pistaina”  alakban 12 portával szerepel a török uralom alól felszabadított települések között. 1722-ben III. Károly király a raholcai uradalommal együtt gróf Cordua d' Alagon Gáspár császári tábornoknak adományozta. 1730-ban Pejácsevich Antal, Miklós és Márk vásárolták meg tőle, majd 1742-ben a raholcai uradalommal együtt a Mihalovics családnak adták el.
Az első katonai felmérés térképén „Dorf Dolnia Pisstana” néven találjuk. Lipszky János 1808-ban Budán kiadott repertóriumában „Pistana (Dolnja)” néven szerepel. Nagy Lajos 1829-ben kiadott művében „Pistana (Dol. Alsó)” néven 62 házzal, 392 ortodox vallású lakossal találjuk.
1857-ben 314, 1910-ben 380 lakosa volt. 1910-ben a népszámlálás adatai szerint lakosságának 44%-a horvát, 33%-a szerb, 17%-a magyar anyanyelvű volt. Verőce vármegye Nekcsei járásának része volt. Az első világháború után 1918-ban az új szerb-horvát-szlovén állam, majd később (1929-ben) Jugoszlávia része lett. 1991-ben lakosságának 40%-a horvát, 36%-a szerb, 15% jugoszláv nemzetiségű volt. 2011-ben 239 lakosa volt.

## Lakossága
| Lakosság változása | Lakosság változása | Lakosság változása | Lakosság változása | Lakosság változása | Lakosság változása | Lakosság változása | Lakosság változása | Lakosság változása | Lakosság változása | Lakosság változása | Lakosság változása | Lakosság változása | Lakosság változása | Lakosság változása | Lakosság változása |
| ------------------ | ------------------ | ------------------ | ------------------ | ------------------ | ------------------ | ------------------ | ------------------ | ------------------ | ------------------ | ------------------ | ------------------ | ------------------ | ------------------ | ------------------ | ------------------ |
| 1857               | 1869               | 1880               | 1890               | 1900               | 1910               | 1921               | 1931               | 1948               | 1953               | 1961               | 1971               | 1981               | 1991               | 2001               | 2011               |
| 314                | 312                | 334                | 275                | 297                | 380                | 518                | 495                | 410                | 437                | 479                | 419                | 368                | 343                | 277                | 239                |